# Caecilia Metella Dalmatica
Caecilia Metella Dalmatica (overleden rond 80 v.Chr.) was een lid van de beroemde familie Metellus, een tak van de gens Caecilia. 
Ze was een dochter van Lucius Caecilius Metellus Dalmaticus, pontifex maximus in 115 v.Chr.. Dalmatica's eerste huwelijk als een jonge matrona, was met Marcus Aemilius Scaurus, een wat oudere politicus op het hoogtepunt van zijn macht. De patriciër Scaurus was princeps senatus en een bondgenoot van haar familie. Dalmatica schonk Scaurus twee kinderen: Marcus Aemilius Scaurus en Aemilia Scaura, die de tweede vrouw van Gnaeus Pompeius Magnus zou worden. 
Na Scaurus' dood hertrouwde Dalmatica met Lucius Cornelius Sulla. In 86 v.Chr. werd Gaius Marius voor de zevende keer consul en verklaarde hij zijn politieke vijanden vogelvrij. Sulla, die op dat moment in het oosten tegen Mithridates VI van Pontus streed, stond bovenaan de lijst van vogelvrijverklaarden. Dalmatica moest Rome verlaten en voegde zich bij Sulla in Griekenland. Daar baarde zij de tweeling Faustus en Fausta. In 81 v.Chr., na een korte burgeroorlog met de laatste aanhangers van Marius, keerde Sulla terug naar Rome en werd hij tot dictator voor het leven benoemd. Dalmatica volgde haar man en werd de belangrijkste vrouw van Rome. Toen ze stierf rond 80 v.Chr. overtrad Sulla zijn eigen anti-luxewetten en gaf haar een uitgebreide staatsbegrafenis.